# Daria Trofímova
Daria Vasílievna Trofímova (en ruso: Дарья Васильевна Трофимова; Novosibirsk, 11 de mayo de 2005) es una deportista rusa que compite en natación.
Ganó dos medallas en el Campeonato Mundial de Natación de 2025 y una medalla de oro en el Campeonato Mundial de Natación en Piscina Corta de 2024.

## Palmarés internacional
| Campeonato Mundial                  | Campeonato Mundial  | Campeonato Mundial | Campeonato Mundial      |
| Año                                 | Lugar               | Medalla            | Prueba                  |
| ----------------------------------- | ------------------- | ------------------ | ----------------------- |
| 2025                                | Singapur (Singapur) | Medalla de oro     | 4 × 100 m estilos mixto |
| 2025                                | Singapur (Singapur) | Medalla de plata   | 4 × 100 m libre mixto   |
| Campeonato Mundial en Piscina Corta |                     |                    |                         |
| Año                                 | Lugar               | Medalla            | Prueba                  |
| 2024                                | Budapest (Hungría)  | Medalla de oro     | 4 × 50 m estilos mixto  |